# 하나님의 성회

하나님의 성회(하나님의 聖會, 영어: Assemblies of God)는 개신교의 사상적 갈래인 오순절교회 계통의 기독교 교회이다. 흔히 순복음교회(純福音敎會)라고 부르기도 한다. 감리교와 신학적 배경이 똑같으며, 1914년 미국 아칸소주 핫스프링스에서 설립되었으며 본부는 미국 미주리주 스프링필드에 있다. 오순절교회의 교파 중에서 규모가 가장 큰 편이며 전 세계에 약 300,000명 이상에 달하는 성직자들과 약 66,400,000명에 달하는 신도들이 존재한다.
성경을 통해 예수의 속죄와 삼위일체, 예수의 부활을 믿으며 중생, 성령 충만, 신유, 재림 등을 주요 교리로 삼고 있다. 또한 믿음을 통한 질병 치료 등 종교적 체험과 간증을 강조한다. 대한민국에서는 기독교대한하나님의성회교단 및 예수교대한하나님의성회등이 존재한다.

## 같이 보기
- 세계복음주의연맹